# Пиърс (Айдахо)
Вижте пояснителната страница за други значения на Пиърс.
Пиърс (на английски: Pierce) е град в окръг Клиъруотър, щата Айдахо, САЩ. Пиърс е с население от 617 жители (2000) и обща площ от 2,1 km². Намира се на 943 m надморска височина. ЗИП кодът му е 83546, а телефонният му код е 208.